# Trentepohlia australasiae
Trentepohlia australasiae là một loài ruồi trong họ Limoniidae. Chúng phân bố ở miền Australasia.